# Helmut Plambeck
Helmut Plambeck (* 5. August 1929 in Hamburg; † 29. November 2019) war ein deutscher Richter.

## Leben
Helmut Plambeck studierte Rechtswissenschaften in Erlangen und Hamburg. 1955 wurde er in Hamburg mit der Dissertation Der Gleichheitssatz im Strafrecht zum Doktor der Rechte promoviert. 1957 trat er in den höheren Justizdienst der Freien und Hansestadt Hamburg ein. Er war zunächst an Amts- und Landgericht in Hamburg tätig. 1977 erfolgte die Berufung zum Vorsitzenden Richter am Oberlandesgericht und 1981 zum Vorsitzenden Richter am Hamburgischen Oberverwaltungsgericht sowie im selben Jahr die Ernennung zum Präsidenten des Verwaltungsgerichts Hamburg. Von 1985 bis 1994 hatte er die Präsidentschaft des Hamburgischen Verfassungsgerichts und des Hanseatischen Oberlandesgerichts inne.
Von 1982 bis 2002 war Plambeck Präsident und später Ehrenpräsident der Deutsch-Britischen Juristenvereinigung. Von 1982 bis 1994 war er Vorsitzender des Vorstandes der Gesellschaft Hamburger Juristen e.V.

## Weblink
- DNB 1201218195 – Katalogeintrag der Deutschen Nationalbibliothek